# Сало Олег Михайлович
Олег Михайлович Сало (нар. 1 квітня 1968, м. Нестеров, нині — Жовква Львівської області, Українська РСР, СРСР) — голова Львівської обласної державної адміністрації з 31 жовтня 2013 до 2 березня 2014. Генерал-майор міліції.

## Біографія
Освіта — Львівський державний аграрний університет, Львівський регіональний Інститут державного управління, Національна академія державного управління при Президентові України.
З 1975 до 1985 року навчався в Лавриківській середній школі. У 1985 році вступив до Львівського ПТУ-21 за спеціальністю монтажник радіоапаратури.
З 1986 до 1988 року проходив службу в армії.
З 1988 — інспектор ДПС ДАІ Управління МВС України у Львівській області.
З 1995 році — державтоінспектор в МРЕВ ДАІ Управління РВВС України в Львівській області, начальник відділення районного реєстраційно-екзаменаційного ДАІ Управління МВС України в м. Жовква.
У 1998 році призначений начальником відділу МРЕ ДАІ Управління МВС України Львівської області, з 2000 року — начальник Управління ДАІ Управління МВС України Львівської області.
З квітня 2003 року — заступник начальника з громадської безпеки, начальник УМВСУ на Львівській залізниці.
З грудня 2003 до січня 2005 року — начальник УМВС у Львівській області, 18 січня 2005 року призначений першим заступником начальника департаменту інформаційних технологій при МВС України.

### З 2010
23 березня 2010 призначений начальником управління МВС України в Рівненській області, з 24 травня 2011 — Радник Міністра внутрішніх справ України.
28 березня 2012 призначений першим заступником начальника департаменту громадської безпеки Міністерства внутрішніх справ України.
З 17 листопада 2012 — начальник управління МВС України в Івано-Франківській області.
31 жовтня 2013 призначений головою Львівської обласної державної адміністрації.
23 січня 2014 звільнився з посади голови Львівської обласної державної адміністрації за власним бажанням. Пізніше він заявив, що його змусили написати заяву загрозами фізичної розправи та звернувся з проханнями визнати заяву недійсною.

## Сім'я
- Дружина — Анна Олегівна Федорець, засновник і власник готельно-відпочинкового комплексу «Золота форель».
- Син.